# Simulium mediodentatum
Simulium mediodentatum är en tvåvingeart som beskrevs av Takaoka 2003. Simulium mediodentatum ingår i släktet Simulium och familjen knott.
Artens utbredningsområde är Sulawesi. Inga underarter finns listade i Catalogue of Life.